# Diphasiastrum montellii
Diphasiastrum montellii là một loài thực vật có mạch trong Họ Thạch tùng. Loài này được (Kukkonen) Miniaev & Ivanenko mô tả khoa học đầu tiên năm 1986.